# 村田夏南子
村田夏南子（日语：／ Murata Kanako，1992年8月10日—），日本女子摔跤运动员。她曾代表日本参加亚洲摔跤锦标赛，获得一枚金牌和二枚银牌。她也曾参加2013年夏季世界大学生运动会。